# Ritchey (cráter marciano)

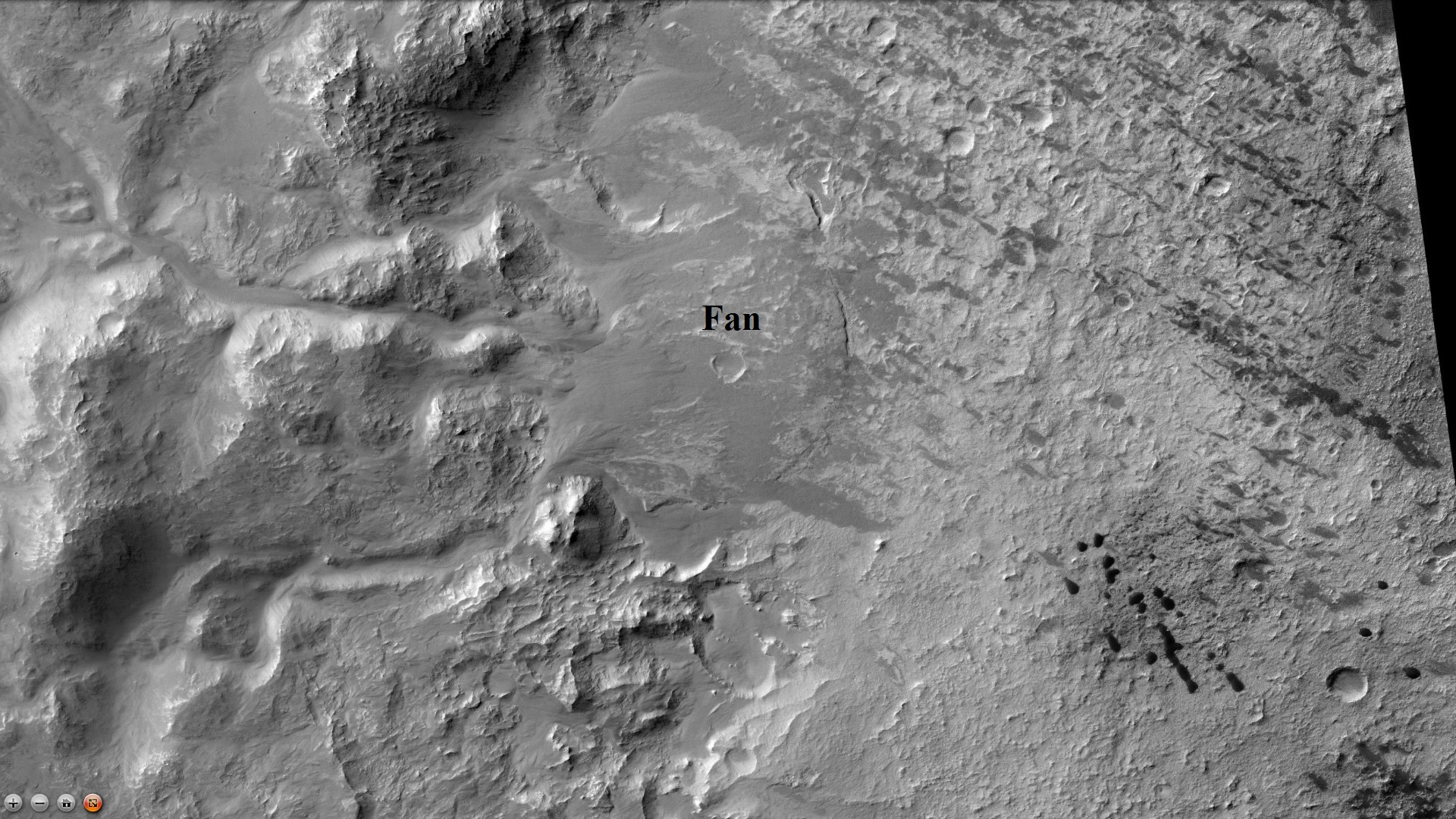
Pared occidental de Ritchey (detalle de la imagen alargada)

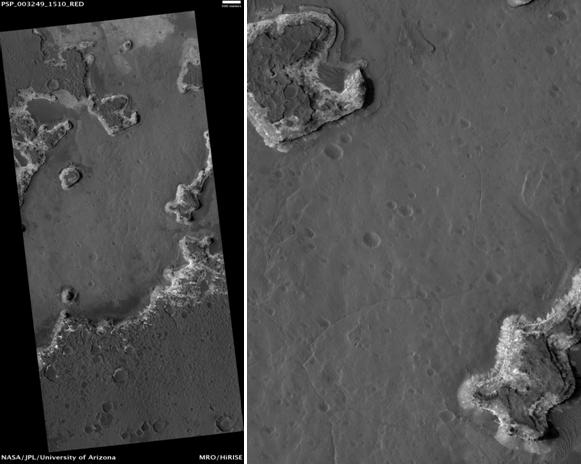
Capas del terreno en Ritchey (imagen HiRISE). La capa más superficial de color oscuro parece ser resistente a la erosión, mientras que la capa de color claro intermedia es más débil. La barra de escala representa 500 metros de distancia.

Ritchey es un cráter situado en el cuadrángulo Coprates del planeta Marte, localizado en las coordenadas 28.8° de latitud sur y 51° de longitud oeste. Tiene un diámetro de 79 km y debe su nombre al astrónomo estadounidense George W. Ritchey (1864-1945). Existen evidencias concluyentes de que pudo haber sido un lago.
El cráter se formó después del periodo Noachiano. Las imágenes del HiRISE muestran que su cumbre central tiene lechos de roca masivos y megabrechas con grandes clastos.
| [[File:Wikiritchey.jpg\|1200px\|alt={{{Alt\|{{{descripción}}}]]                                                                                                  |
| Cráter Ritchey, fotografía de la cámara CTX a bordo del Mars Reconnaissance Orbiter. Lado occidental del cráter (El norte, hacia la izquierda de la fotografía). |

## Pasado lacustre
Ritchey interesa a los científicos porque muestra varias capas diferentes. Una capa oscura forma una cubierta rocosa en la parte superior que protege los estratos subyacentes de la erosión. Bajo esta capa dura y oscura se sitúa una capa más blanda de roca de tonos más claros, fracturada en pequeños bloques. Las capas podrían estar formadas por ceniza volcánica, depósitos lacustres o fluviales, o dunas de arena. Canales fluviales y depósitos residuales son habituales encima y a lo largo de las paredes.
Se han encontrado minerales arcillosos en Ritchy.
Estos minerales indican que hubo presencia de agua durante un cierto período. Evidencias de arcillas esmectíticas han sido localizadas alrededor de la elevación central del cráter en una unidad geológica que probablemente fue formada como consecuencia de un impacto sideral. El calor del impacto habría generado agua líquida durante el tiempo necesario para generar materiales arcillosos. Investigadores de la Universidad de Brown han descubierto depósitos del impacto conteniendo arcillas en Ritchey. El impacto funde la roca del sustrato, tras lo que se enfría y endurece. Los minerales de arcilla encontrados dentro de estos depósitos probablemente se formaron después del impacto.
Debido a que Ritchey es del período Hesperiano o incluso más reciente, esto significa que el agua líquida podría haber existido en varios periodos durante la historia de Marte. Los minerales arcillosos han sido también encontrados en las paredes del cráter, en su suelo y en los depósitos adyacentes, pero no es posible conocer cuando podrían haberse generado. Estos minerales podrían haberse formado allí mismo, ser transportados desde otras ubicaciones, o ser producto de la erosión de arcillas preexistentes. Aun así, hay evidencias espectrográficas de que al menos algunas de las arcillas que forman el suelo del cráter y los depósitos adyacentes, provendrían de la pared del cráter.
Sílice hidratada, quizás en forma de ópalo, ha sido detectado en la elevación central. También han aparecido olivino, piroxeno bajo en calcio y plagioclasa.
El cráter Ritchey ha sido sugerido como un posible punto de aterrizaje para un rover marciano, debido a que pudo haber sido un gran lago. La secuencia de gruesos depósitos sedimentarios que incluyen arcilla lo convierten en un lugar de especial interés. La presencia de rasgos fluviales a lo largo de las paredes del cráter y su brocal, así como los depósitos aluviales localizados, son una fuerte evidencia de la presencia abundante de agua en algún momento del pasado.